# ایگور سروته
ایگور سروته (انگلیسی: Igor Serrote؛ زادهٔ ۱ مارس ۲۰۰۵) بازیکن فوتبال است که در حال حاضر برای گرمیو در پست مدافع بازی می‌کند.
وی همچنین در تیم ملی فوتبال زیر ۲۰ سال برزیل بازی کرده است.

## دوران باشگاهی
ایگور که در بالناریو کامبوریو واقع در سانتا کاتارینا به دنیا آمد، در سال ۲۰۱۵ و در ده‌سالگی به تیم‌های پایهٔ گرمیو پیوست؛ در همین دوران لقب «سروته» (به‌معنای اره‌دستی به زبان انگلیسی) به او داده شد چرا که مدل موی کله‌قندی او یادآور اره بود. او نخستین قرارداد حرفه‌ای‌اش را در مارس ۲۰۲۱ با این باشگاه امضا کرد و به توافقی سه‌ساله رسید.
ایگور نخستین بازی خود را برای تیم اصلی – و همچنین در سری آ – در ۲۸ سپتامبر ۲۰۲۴ انجام داد. او در تساوی بدون گل خارج از خانه برابر بوتافوگو، در دقایق پایانی به جای ادنلسون وارد زمین شد.

## دوران ملی
در اکتبر ۲۰۲۴، ایگور به زیر ۲۰ سال برزیل دعوت شد، اما به دلیل تعهداتش در تیم اصلی باشگاه، بعداً انصراف داد.